# Is Everybody Happy? (film 1929)
Is Everybody Happy? è un film del 1929 diretto da Archie Mayo.

## Trama
Victor Molnár, un direttore d'orchestra ungherese, ritiratosi dalla carriera, lascia Budapest ed emigra con la moglie e il figlio negli Stati Uniti. Lì, la famigliola si installa in un appartamentino a buon mercato di New York. Il giovane Ted cerca di recuperare, ma con scarso successo, il suo rapporto con Lena, l'ex fidanzata partita prima di lui per l'America. La ragazza, che ora lavora alle Ziegfeld Follies, ormai lo squadra dall'alto in basso, trattandolo con sussiego. Senza lavoro - nessuno ha bisogno di un musicista classico - per pagare il padrone di casa, Ted impegna il suo prezioso violino, regalo dell'imperatore Francesco Giuseppe, raccontando ai genitori di aver trovato un lavoro. Passa invece il suo tempo al parco, dove si impratichisce a suonare il sax. Lì conosce Gail, impiegata presso un impresario teatrale. Quando il padre scopre che Ted, invece di far parte di un'orchestra sinfonica, suona il jazz in un locale, gli viene un colpo. Aiutato da Gail, Ted mette su un'orchestrina jazz, diventando presto una star. Il suo successo lo riavvicina alla famiglia che festeggia con lui il Natale.

## Produzione
Il film fu prodotto dalla Warner Bros. (come The Vitaphone Corporation),
Le scene danzate furono coreografate da Larry Ceballos.

## Distribuzione
Distribuito dalla Warner Bros., il film uscì nelle sale cinematografiche statunitensi il 19 ottobre 1929. La pellicola viene considerata perduta (cinque minuti del film sono visibili su YouTube) mentre la colonna sonora si trova conservata su dischi Vitaphone negli archivi dell'UCLA Film and Television Archive.